# Гретчак Анастасія Миколаївна
Анастасія Миколаївна Гретчак (нар. 1914, село Лисятичі, тепер Стрийського району Львівської області — ?) — українська радянська діячка, селянка міста Долини Станіславської (Івано-Франківської) області. Депутат Верховної Ради СРСР 2-го скликання.

## Біографія
Народилася в бідній селянській родині. У семирічному віці залишилася без батьків, жила в братів. Три роки навчалася в початковій школі.
З 1926 до 1935 року наймитувала в заможних селян. Потім вийшла заміж, працювала у власному сільському господарстві.
З 1945 року — позаштатний інспектор фінансового відділу Долинської районної ради депутатів трудящих Станіславської (Івано-Франківської) області. Брала активну участь в роботі жіночих делегатських зборів міста Долини.